# Hurtu

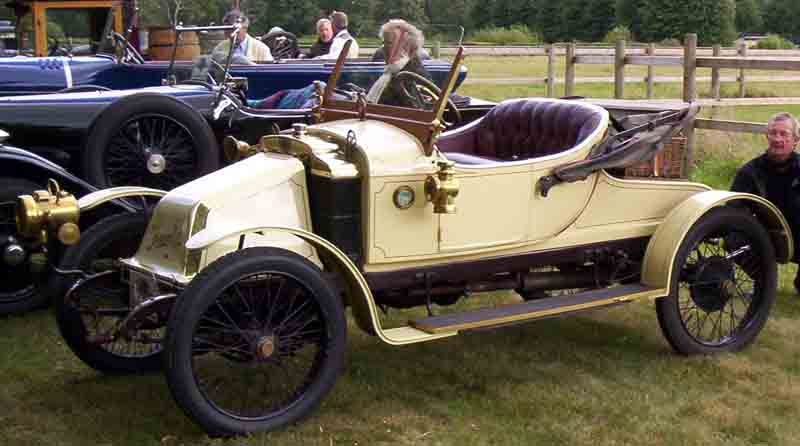
Hurtu personenauto uit 1912

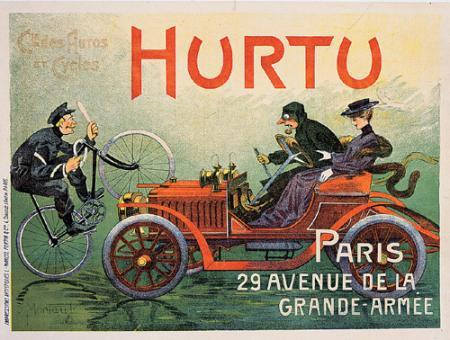
Affiche voor Hurtu.

Hurtu is een historisch merk van hulpmotoren en auto's.
Compagnie des Autos et Cycles Hurtu, Albert, Somme, later Moteurs Hurtu, Paris. 
Frans automerk dat vanaf 1903 lichte motorfietsen en na de Tweede Wereldoorlog 49 cc tweetakt-hulpmotoren bouwde. Dat duurde tot ca. 1956-1960.